# Megophrys jinggangensis
Espèce
Synonymes
- Xenophrys jinggangensis Wang in Wang, Zhang, Zhao, Sung, Yang, Pang & Zhang, 2012

Megophrys jinggangensis est une espèce d'amphibiens de la famille des Megophryidae.

## Répartition
Cette espèce est endémique du Jiangxi en République populaire de Chine. Elle se rencontre entre 700 et 850 m d'altitude.

## Étymologie
Son nom d'espèce, composé de jinggang et du suffixe latin -ensis, « qui vit dans, qui habite », lui a été donné en référence au lieu de sa découverte, le massif du Jinggang.

## Publication originale
- Wang, Zhang, Zhao, Sung, Yang, Pang & Zhang, 2012 : Description of a new species of the genus Xenophrys Günther, 1864 (Amphibia: Anura: Megophryidae) from Moung Jinggang, China, based on molecular and morphological data. Zootaxa, no 3546, p. 53-67.